# Liste der Naturdenkmale in Schmelz (Saar)
Die Liste der Naturdenkmale in Schmelz (Saar) nennt die auf dem Gebiet der Gemeinde Schmelz im Landkreis Saarlouis im Saarland gelegenen Naturdenkmale.

## Naturdenkmale
| Bild            | Bezeichnung           | Ort                                                         | Beschreibung                                                              | Art | Nr.        |
| --------------- | --------------------- | ----------------------------------------------------------- | ------------------------------------------------------------------------- | --- | ---------- |
| Fotos hochladen | 1 Eiche               | Schmelz (Saar) 49° 27′ 34,2″ N, 6° 52′ 27,6″ O)             | an einem Waldweg im nördlichen Teil von Abt. 99                           |     | D 3.01.001 |
| BW              | 1 Rotbuche            | Schmelz (Saar) Hüttersdorf 49° 25′ 27,2″ N, 6° 48′ 14,8″ O) | Abt. 31 am Waldweg. Vorderes Korden. Gefällt.                             |     | D 3.01.002 |
| BW              | Felsgruppe Hoxfelsen  | Schmelz (Saar) Limbach 49° 27′ 59,7″ N, 6° 52′ 0,7″ O)      | 720 m südöstlich des Primsknies, unterhalb des Bahnhofs Limbach           |     | D 3.01.003 |
| Fotos hochladen | 1 Ulme                | Schmelz (Saar) Michelbach 49° 28′ 17,3″ N, 6° 50′ 5,8″ O)   | Höhe vor Michelbach bei einem Feldkreuz                                   |     | D 3.01.004 |
| BW              | Steinbruch (Böschung) | Schmelz (Saar) Hüttersdorf 49° 25′ 4″ N, 6° 47′ 58,5″ O)    | Abt. 20; westlicher Teil des Steinbruchs am Weg Hüttersdorf-Düppenweiler. |     | D 3.01.005 |
| BW              | 2 Platanen            | Schmelz (Saar) Hüttersdorf 49° 25′ 22″ N, 6° 50′ 37,6″ O)   | vor dem Eingang zur katholischen Kirche                                   |     | D 3.01.006 |
| BW              | Steinbruch            | Schmelz (Saar) Außen 49° 27′ 2,8″ N, 6° 51′ 7,6″ O)         | der mittlere Hartsteinbruch an der Straße Schmelz-Michelbach              |     | D 3.01.007 |